# Добровольська Юлія В'ячеславівна
Юлія Добровольська — українська хокеїстка. Чемпіонка України та переможниця чемпіонату світу серед жінок в Дивізіоні III А.

## Життєпис
П'ять років маленька Юля Добровольска тренувалася разом з хлопцями з команди «Крижинка» та брала участь у чемпіонаті Києва серед юнаків. 
У 2015 році в Києві було створено жіночу команду «Україночка», до якої одразу ж доєдналася Добровольска. Через рік стартував перший чемпіонат України серед жінок. Юлія Добровольська закинула історичну першу шайбу в тому чемпіонаті.
У травні 2018 року Федерація хокею України ухвалила рішення про відновлення жіночої збірної України з хокею. Добровольська потрапила до заявки команди яка поїхала на кваліфікаційний турнір чемпіонату світу, що проходив у січні 2019 року у Кейптауні. Збірна України здобула там перемогу у всіх чотирьох своїх матчах та завоювала путівку до другого дивізіону. В активі Юлії Добровольської було чотири очки по системі гол+пас, вона спромоглася віддати дві результативні передачі партнеркам по команді та двічі закинула шайбу у ворота суперниць самостійно.
У сезоні 2018—19 в фінальній серії до чотирьох перемог чемпіонату України «Україночка» перемогла харківських «Пантер», а Юлія Добровольска отримала свою першу золоту медаль та була визнана кращою гравчинею турніру.
Виступ збірної України у другому дивізіоні чемпіонату світу 2020 року був провальним, адже українська команда зазнала п'ятьох поразок (дві з яких в овертаймі) в п'ятьох матчах та вибули до третього дивізіону. Юлія Добровольська відзначилась однією закинутою шайбою в ворота турецької збірної.
Через повномасштабне вторгнення Росії спортивні змагання в країні тимчасово припинились і команду «Україночка» було розформовано.
У 2024 році Юлія Добровольська виграла золоту медаль в третьому дивізіоні чемпіонату світу. Українська збірна переграла всіх своїх суперниць по групі, посіла перше місце та здобула підвищення у класі. 
Добровольська є студенткою НУФВСУ за спеціальністю —тренер з хокею.